# Pittsfield, Massachusetts
Pittsfield este cel mai mare oraș și reședința comitatului Berkshire,  statul  Massachusetts,  Statele Unite ale Americii. Pittsfield este nucleul zonei metropolitane Pittsfield, Massachusetts. care cuprinde întreg comitatul Berkshire.  Prefixul său telefonic este 413.  Codul său poștal este 01201 (01202 și 01203 sunt coduri poștale doar pentru cutiile poștale pentru Pittsfield, cunoscute ca post office boxes). Populația localității fusese de 44.737 de locuitori la data oficială a recensământului din anul 2010.   În ciuda declinului populației din ultimele decenii, Pittsfield a rămas cea de-a treia municipalitate din vestul statului Massachusetts, după Springfield și Chicopee.

## Istoric
O populație nativ americană, Tribul Mahican (Muh-hi-kann), aparținând grupului Algonquian, au populat zona unde se află Pittsfield și zonele înconjurătoare până în anii timpurii 1700, când populația a fost masiv redusă de războaie, boli, migrații sau/și de traiul lor la marginea societății coloniale de atunci. 

### Galerie de fotografii istorice
Multe din următoarele scene pot fi văzute astăzi.
- Vederi aflate în domeniul public

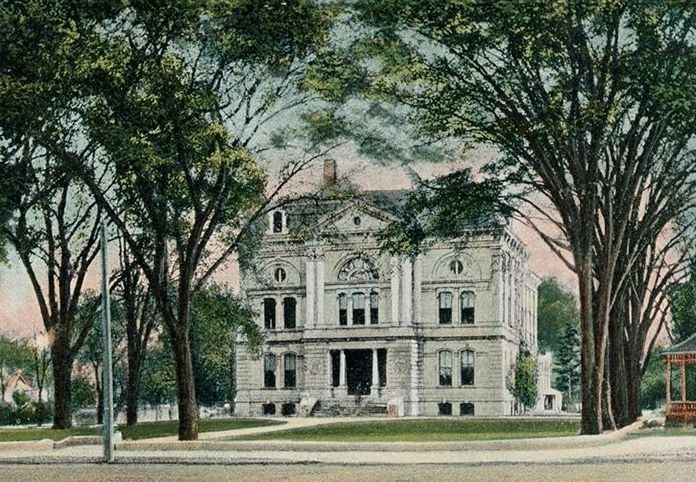
Tribunalul comitatului Berkshire, circa 1914
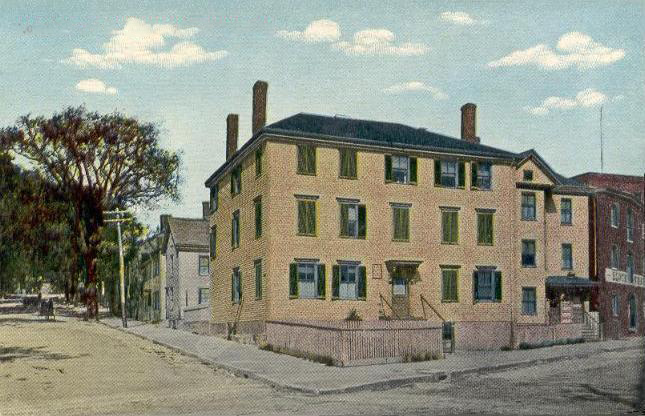
Casa lui Longfellow în anii timpurii 1900
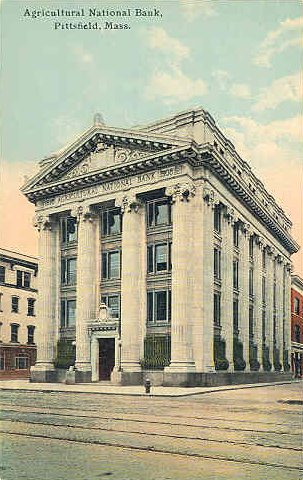
Agricultural National Bank, situată pe North Street, anii timpurii 1900